# Peter Ewald Dommermuth
Peter Ewald Dommermuth (* 3. Oktober 1887 in Ransbach im Landkreis Hersfeld-Rotenburg; † 1945 in Blankenhain im Landkreis Weimarer Land) war ein deutscher Politiker (KPD) und Mitglied des Provinziallandtages der Provinz Hessen-Nassau.

## Leben
Peter Ewald Dommermuth war in seinem Heimatort als Arbeiter beschäftigt, engagierte sich politisch und wurde Mitglied der KPD. Von 1930 bis 1933 hatte er ein Mandat für den Nassauischen Kommunallandtag bzw. für den Provinziallandtag der Provinz Hessen-Nassau, wo er Mitglied des Wahlvorschlags- und Wahlprüfungsausschusses war.
Der Landtag hatte 45 Abgeordnete: 15 SPD, 11 Hessische Arbeitsgemeinschaft, 6 Zentrum,  3 KPD, 3 NSDAP, 3 Wirtschaftspartei, 2 DVP und 2 DDP
Seine Kandidatur für die Kommunallandtagswahlen im März 1933 blieb ohne Erfolg.
Nach der Machtergreifung der Nationalsozialisten wurde er verhaftet und in das KZ Buchenwald gebracht.
Dommermuth verstarb nach der Befreiung des KZ am 11. April 1945 in Blankenhain, 15 km südlich von Weimar gelegen, an den Folgen der Lagerhaft.